# Александр Пересвет
Алекса́ндр Пересве́т (? — 8 сентября 1380) — русский монах-воин, инок Троице-Сергиевского монастыря. Вместе с Родионом Ослябей участвовал в Куликовской битве.
Русской православной церковью причислен к лику святых в чине преподобных, его память празднуется в Соборе Радонежских святых, соборе Тульских святых 22 сентября (5 октября).

## Происхождение
Пересвет, предположительно, родился в Брянске и до пострижения в монахи был боярином, участвовал в ряде походов и боёв. Существует предание, будто Пересвет принял монашеский постриг в Ростовском Борисоглебском монастыре. Краевед А. А. Титов, ссылаясь на «Предания о ростовских князьях», сообщает, что сведений об Александре Пересвете нет. Житие Пересвета и Осляби сообщает, что Пересвет и Ослябя были учениками и постриженниками преподобного Сергия Радонежского.

## Участие в Куликовской битве
Согласно житию преподобного Сергия Радонежского, перед Куликовской битвой князь Димитрий в поисках духовной поддержки отправился к нему в монастырь за благословением. Татары в то время считались непобедимыми, а имя преподобного Сергия, как праведника и чудотворца, было прославлено по всей Руси. Благословение такого человека должно было вселить надежды во всех воинов.

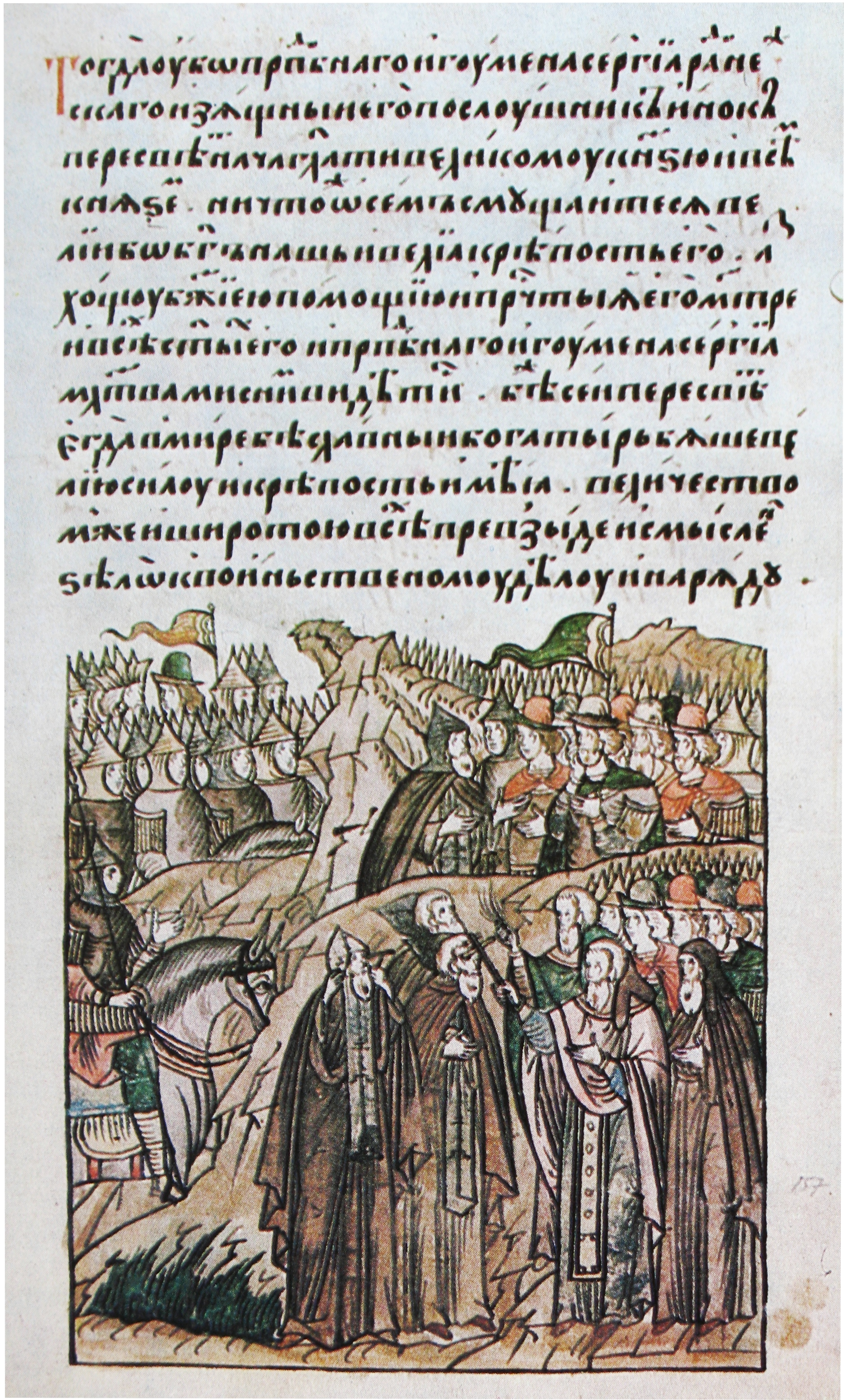
Сергий Радонежский благословляет Пересвета перед Мамаевым побоищем. Миниатюра Летописного свода Ивана Грозного

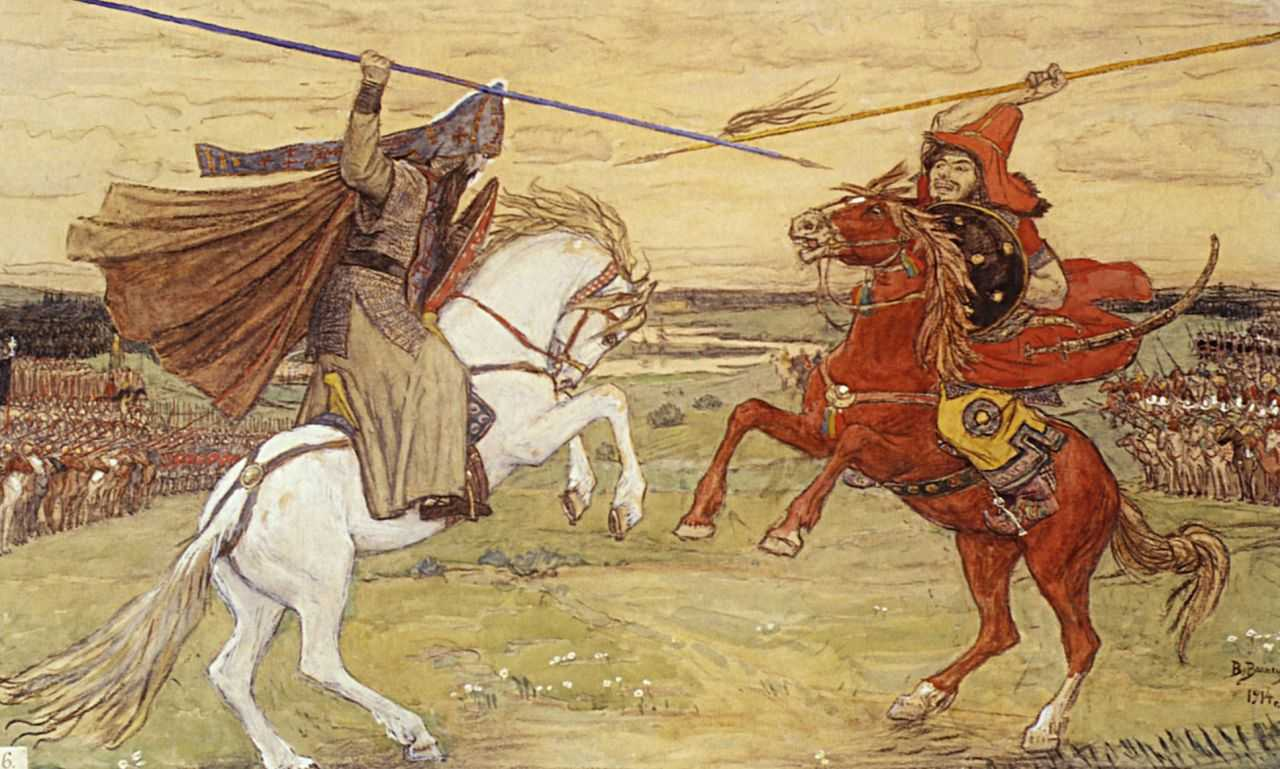
Васнецов В. М. Поединок Пересвета с Челубеем. 1914 год

Преподобный Сергий благословил не только князя, но и, согласно автору Сказания о Мамаевом побоище, жившему в XV веке, двух иноков, хорошо знающих военное искусство, Александра Пересвета и брата его Андрея Ослябу. Историк А. Л. Никитин считает, что эпизод с «благословением», скорее всего, является вымышленным, как и сам поединок с печенегом Челубеем, так и само иночество Пересвета.
В самом раннем известном кратком летописном рассказе в Рогожском летописце 1408 года ο битве 1380 года «О побоище иже на Дону» («о воині и о побоищі иже на Дону») имя Сергия Радонежского не упоминается совсем.

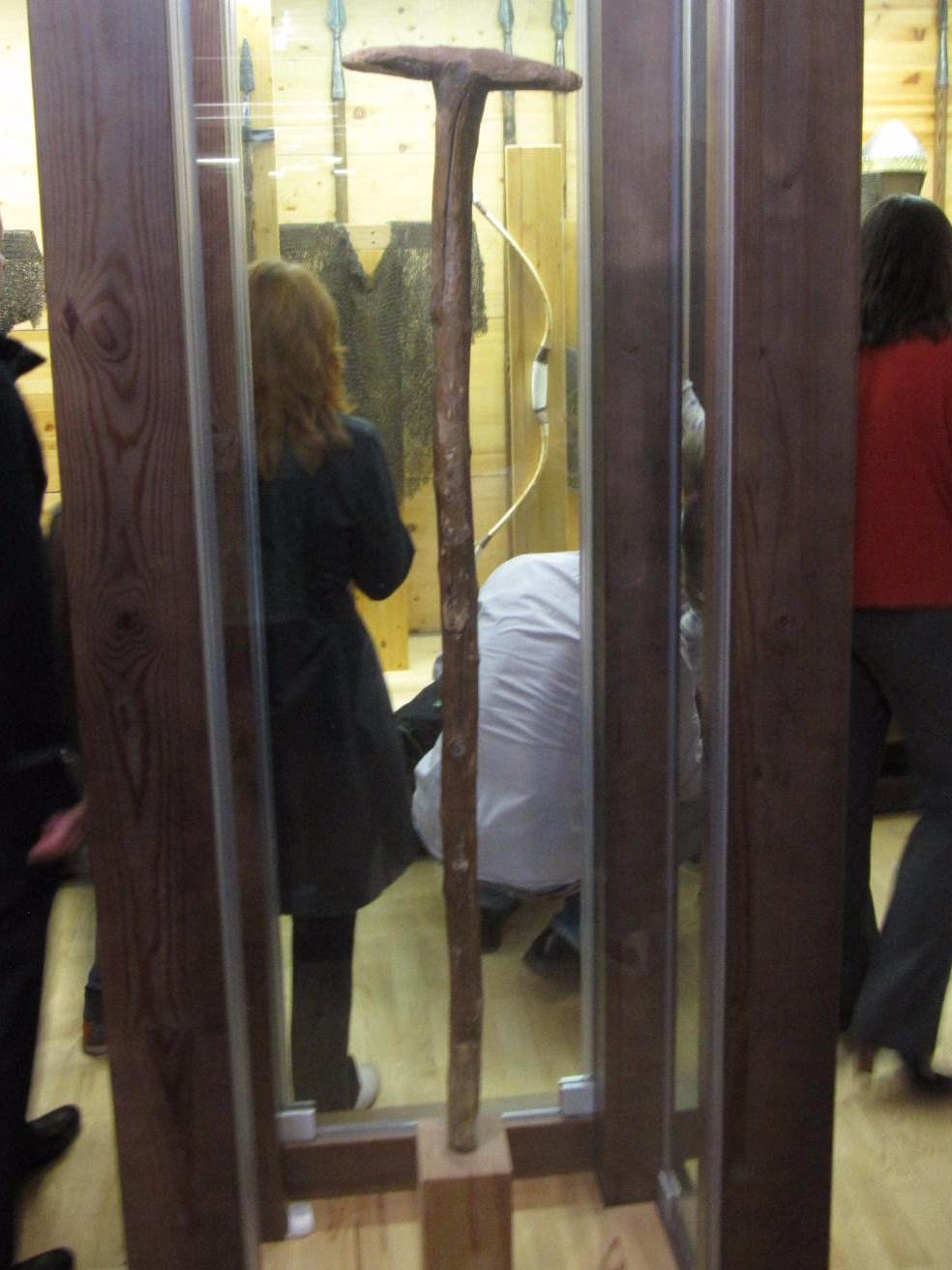
Яблоневый посох Пересвета, хранится в музее-заповеднике «Рязанский Кремль»

По преданию, перед битвой Пересвет молился в келье отшельника при часовне святого воина великомученика IV века Димитрия Солунского, где впоследствии был основан мужской Димитриевский Ряжский монастырь, что в 7 км от г. Скопина. Помолясь, Пересвет ушёл, оставив свой яблоневый посох. После революции 1917 года этот посох находится в краеведческом музее г. Рязани.
Сказание о Мамаевом побоище гласит, что перед началом Куликовской битвы Пересвет участвовал в традиционном «поединке богатырей». Со стороны войска Мамая ему противостоял богатырь Челубей (по другим версиям — Челибей, Темир-Мирза либо Таврул). По преданию, Челубей не только отличался огромной силой, но и особым мастерством военной выучки. Некоторые источники указывают, что Челубей был непобедимым воином-поединщиком, которого люди Мамая наняли специально для подобных поединков. Оба противника были на конях, вооружение составляли копья. «И ударились крепко копьями, едва земля не проломилась под ними, и свалились оба с коней на землю и скончались».
Существует также другая версия поединка, согласно которой копьё мастера конных поединков Челубея было значительно длиннее обычного. Вступая с ним в бой на копьях, противник не мог даже нанести удар, как уже оказывался побеждённым и выпадал из седла. Александр Пересвет пошёл вопреки логике поединка — сняв с себя доспехи, он остался лишь в одной Великой схиме (монашеская накидка с изображением креста, надевается поверх монашеской одежды). Сделал он это для того, чтобы копьё противника, пройдя сквозь мягкие ткани тела на большой скорости, не успело вышибить его из седла и тогда он смог бы нанести удар сам, что и произошло в бою. Челубей был убит и вывалился из седла. Пересвет же, получив смертельную рану, продолжал оставаться в седле, доехал до строя русского войска и только там умер, или верный конь вынес к своим умершего по дороге, но остававшегося в седле победителя. Сразу после гибели поединщиков началась, согласно Сказанию..., сама битва — конница Мамая атаковала передовой полк русских войск. При этом в тексте «Задонщины» можно видеть, что Пересвет был жив во время битвы — он на поле «поскакивает на своём добром коне, а злачёным доспехом посвельчивает», когда уже «иные лежат посечены».

## Погребение

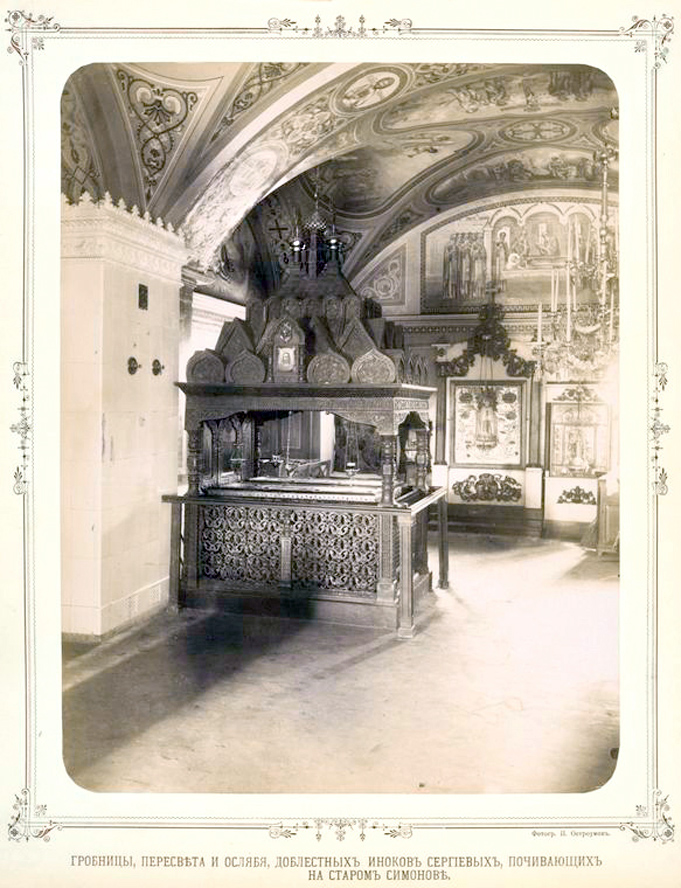
Гробница Пересвета и Осляби в Сергиевом приделе храма Рождества Богородицы в Старом Симонове в 1893 году

После битвы тело Пересвета вместе с телом Осляби было доставлено в Москву и погребено рядом с храмом Рождества Пресвятой Богородицы в Старом Симонове (тогда ещё деревянным) в «каменной палатке». По другим сведениям (С. Ф. Платонов, Курс русской истории для гимназий, 1912 год), Ослябя в Куликовской битве не погиб, а упоминания о нём встречаются в летописи и за значительно более поздние годы.
По одной из версий, саркофаги Пересвета и Осляби были обнаружены в XVIII веке, при разборе старой колокольни храма. При проведении работ строители наткнулись на кирпичный склеп, пол которого сплошь покрывали надгробные камни без надписей (захоронения монахов или воинов). Сняв их, строители увидели саркофаги Пересвета и Осляби. При строительстве новой трапезной храма усыпальницу закрыли, а камни из неё были уложены в северо-западный угол трапезной храма. Позднее в 1870 году над этим местом было сооружено чугунное надгробие с сенью, уничтоженное в 1932 году.
Однако, по ряду данных[каких?], тела Пересвета и Осляби никогда не были найдены и ныне покоятся в трапезной храма Рождества Пресвятой Богородицы в Старом Симонове «под спудом» (то есть точное местоположение захоронения не идентифицировано). Сейчас на предполагаемом месте захоронения Пересвета и Осляби в трапезной храма Рождества Пресвятой Богородицы в Старом Симонове установлено деревянное надгробие, копирующее по форме первое чугунное. Место открыто для посещения.

## Дни памяти

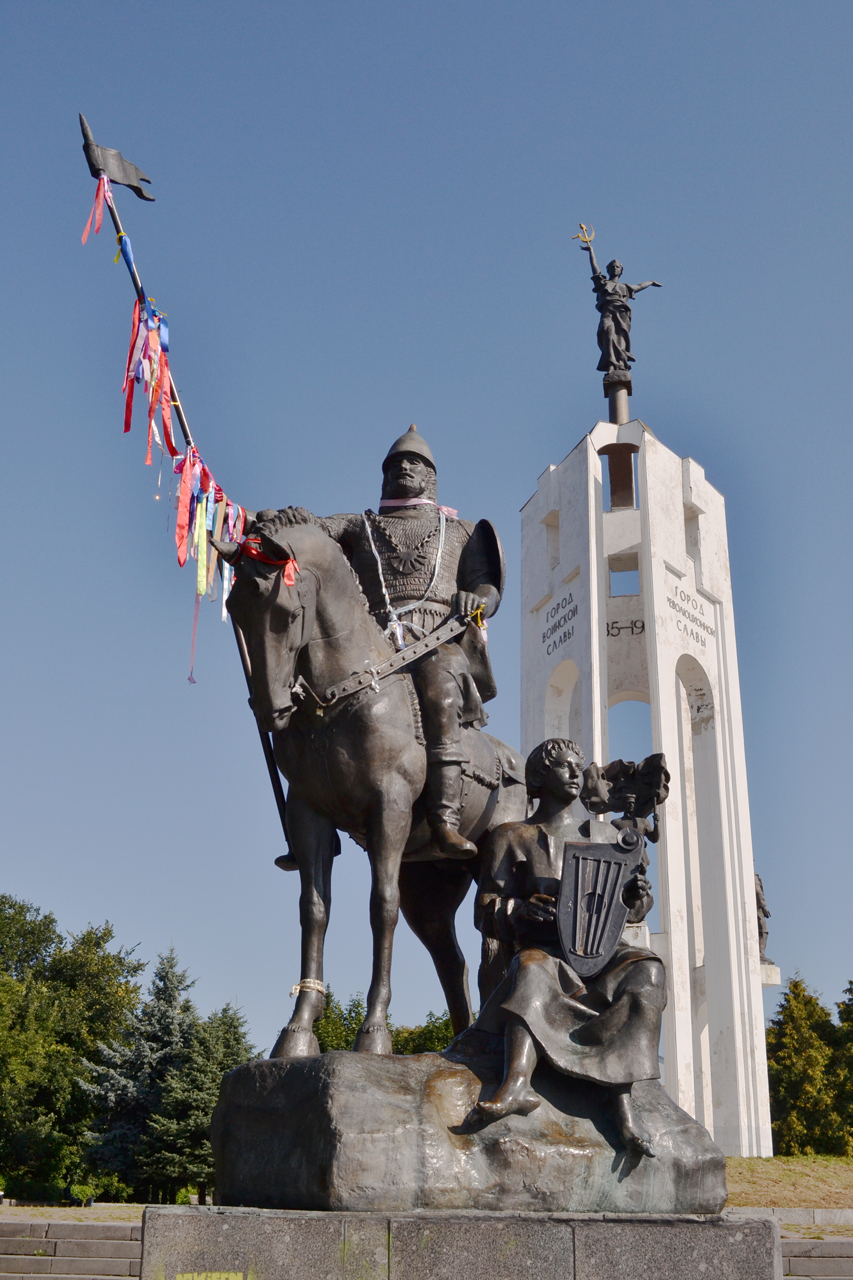
Памятник Александру Пересвету и Бояну на Покровской горе в Брянске

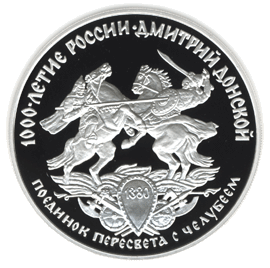
Поединок Пересвета с Челубеем на памятной серебряной монете Банка России, 1996

Пересвет и Ослябя причислены Русской православной церковью к лику святых. День памяти отмечается 7 (20) сентября, а также на Неделе Всех Святых, в земле Российской просиявших во 2-е воскресенье после дня Святой Троицы, в день Всех Московских святых в воскресенье перед 26 августа (8 сентября), Всех Тульских святых 22 сентября (5 октября), Всех Брянских святых 20 сентября (3 октября), Всех Радонежских святых 19 (19) июля и 24 августа.

## Память
В честь Пересвета и Осляби были названы броненосцы российского флота «Пересвет» и «Ослябя», участвовавшие в Русско-японской войне. Имя «Пересвет» носят грузовое судно (ранее Волжский-7), большой десантный корабль Тихоокеанского флота России и поезд маршрута Брянск — Санкт-Петербург. Наименование «Пересвет» носит тепловоз 2ТЭ25К, выпускаемый с 2005 года в Брянске. Именем Александра Пересвета назван российский боевой лазерный комплекс «Пересвет».

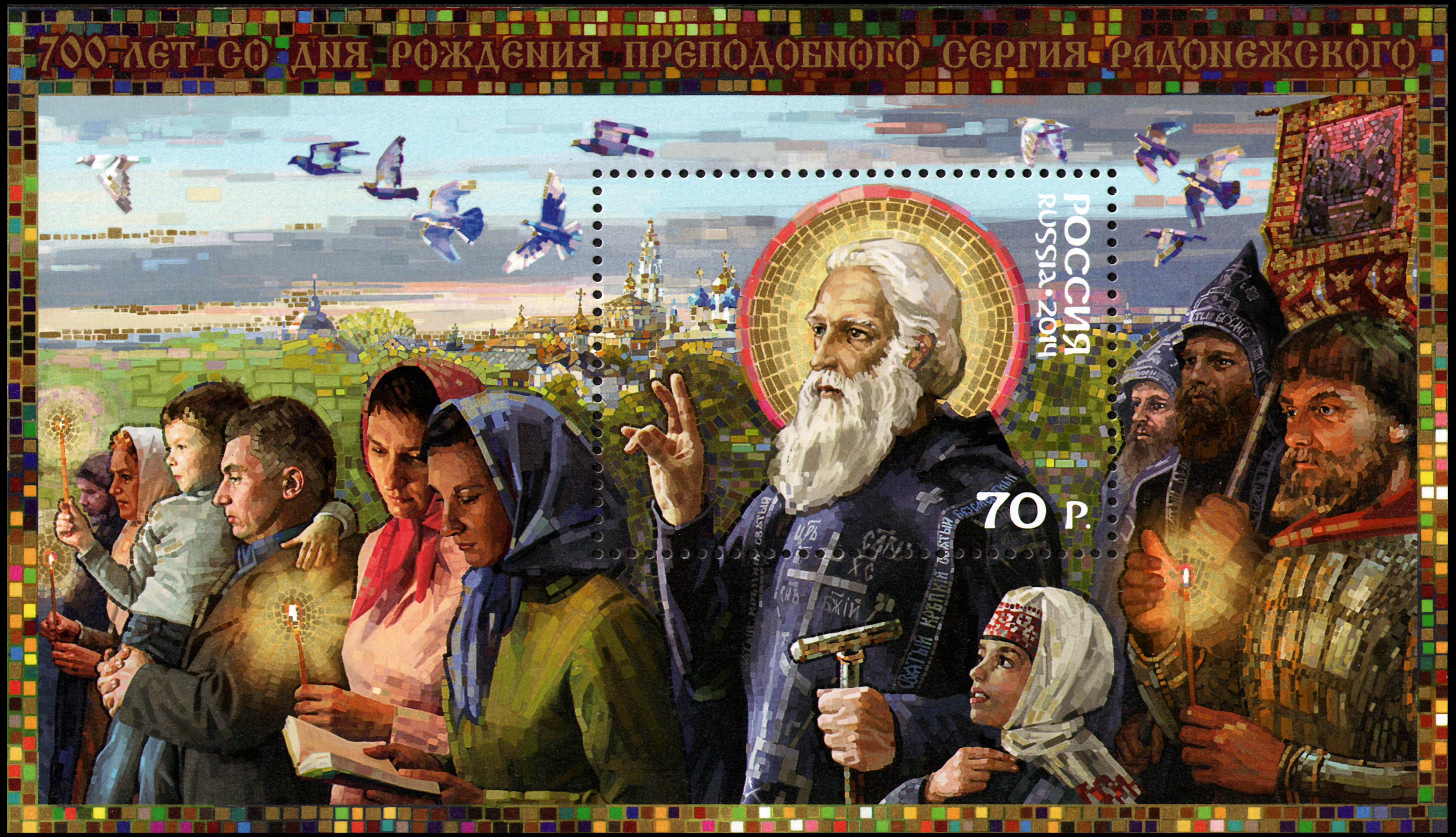
Почтовый блок России, 2014, 700 лет со дня рождения преподобного Сергия Радонежского, художник C. Ульяновский (справа Пересвет и Андрей Ослябя)

Имя Александра Пересвета носит город в Московской области, улица Пересвета в Брянске, улица Александра Пересвета в Томске и один из московских переулков неподалёку от храма Рождества Пресвятой Богородицы в Старом Симонове (Пересветов переулок). В Брянске, в центре Советского района на Покровской горе установлен памятник Пересвету и легендарному гусляру и сказителю Бояну. Автор монумента — скульптор Юрий Орехов, архитекторы А. В. Степанов, В. А. Петербуржцев. В Бежицком районе Брянска открыт ледовый дворец «Пересвет». В 2019 году ещё один памятник Александру Пересвету был открыт в городе, носящем его имя.
В Москве в 2006 году был сформирован 33-й отряд специального назначения «Пересвет» в составе 55-й дивизии внутренних войск.
В 2015 году был основан православный футбольный клуб «Пересвет».

## Пересвет и Ослябя в кино
- В 1980 году вышел анимационный фильм «Лебеди Непрядвы», посвящённый 600-летию Куликовской битвы. Фильм создал режиссёр Роман Давыдов на студии «Союзмультфильм».
- В 2010 году вышел в свет анимационный фильм «Пересвет и Ослябя»[16]. Режиссёр Станислав Подивилов[17], сценарист Кирилл Немирович-Данченко[18], 30 мин. В феврале 2011 года фильм «Пересвет и Ослябя» был представлен на VI Международном православном Сретенском кинофестивале «Встреча» и получил приз в номинации «Приз зрительских симпатий». Лауреат VІI Международного фестиваля христианских фильмов и телепрограмм «MAGNIFICAT '2011», Минск, 2011 год. Приз «Серебряный ангел» за «яркое выразительное решение темы православных святых», диплом IX Международного фестиваля военного кино имени Юрия Озерова, Рязань, 2011 год. Приз за «лучший анимационный фильм, посвящённый служению Церкви и Отечеству» XIII Кубанского международного православного кинофестиваля «Вечевой колокол», Краснодар, 2011 год.
- В 2018 году вышел художественный фильм «Александр Пересвет — Куликово эхо». В роли Пересвета — Владимир Епифанцев.